# Konstvärlden

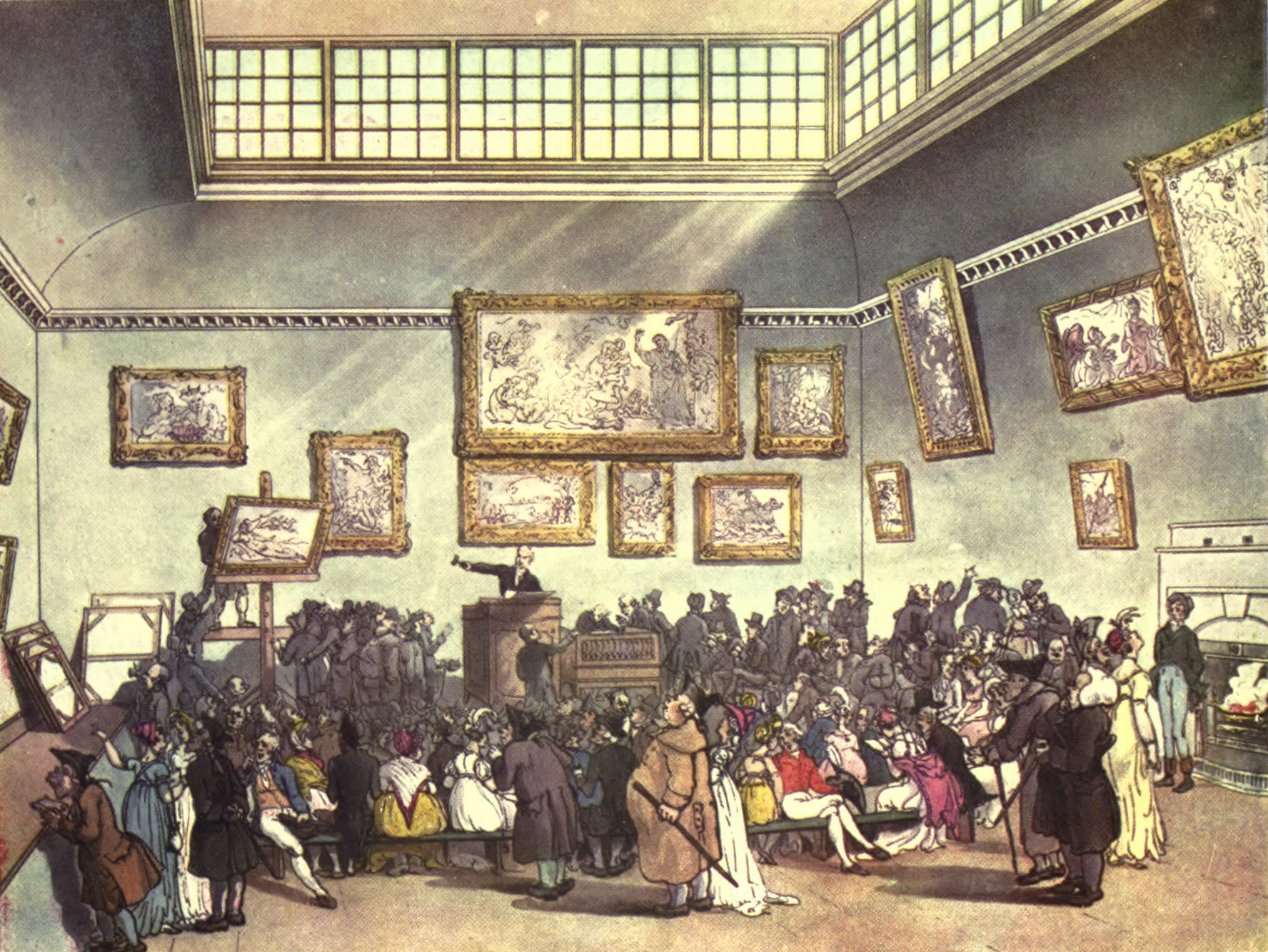
Christie's auktionsrum i London, 1808

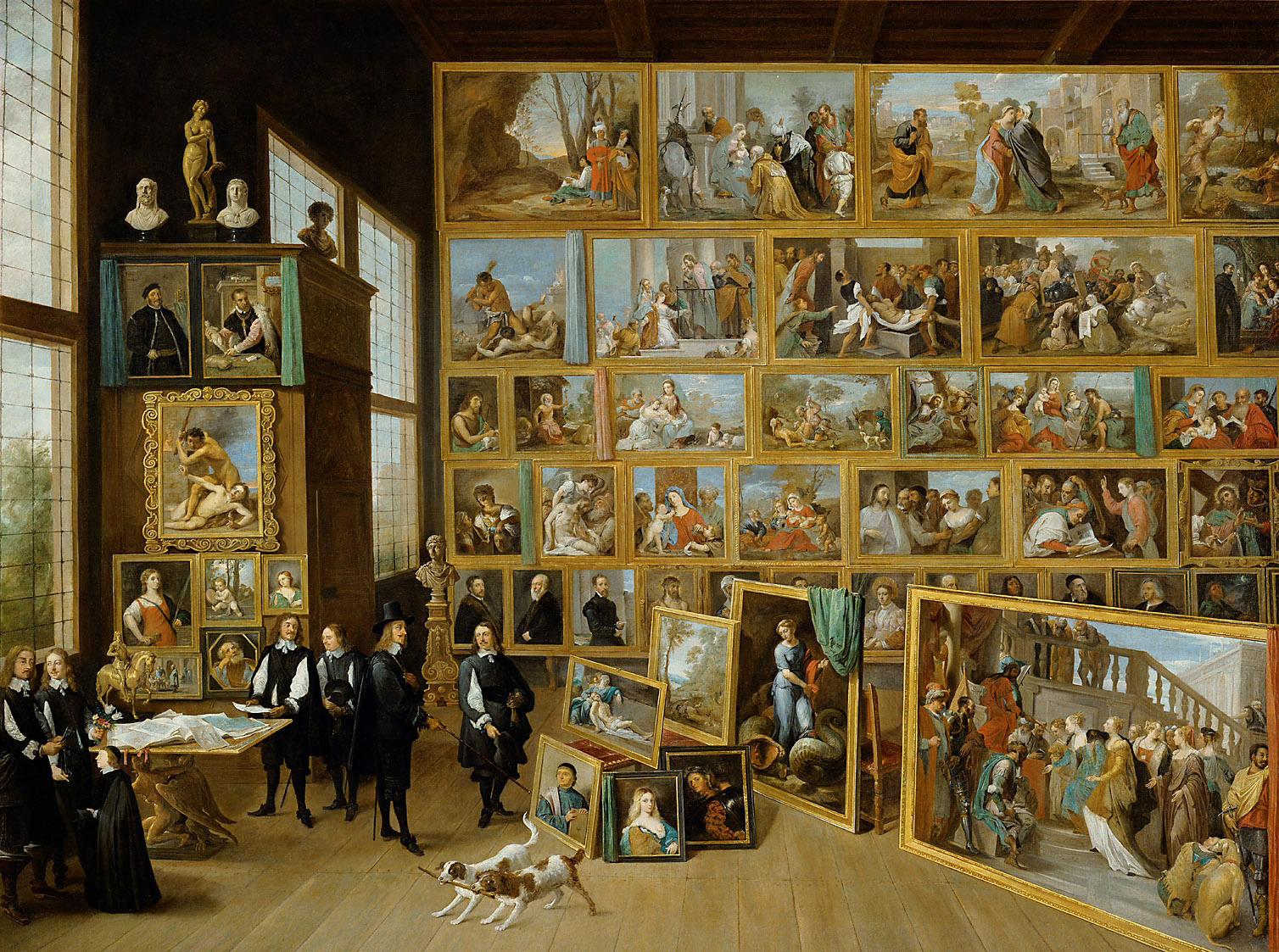
Konstsamlaren Leopold Wilhelm av Österrikes konstsamling i Bryssel, av David Teniers den yngre, omkring 1651

Konstvärlden är ett begrepp som betecknar de personer och institutioner, vilka - huvudsakligen yrkesmässigt - ägnar sig åt att framställa, sälja, köpa, förmedla, bevara, visa upp och yttra sig om konstverk. I konstvärlden inrymmes således till exempel konstnärer, konstsamlare, konsthandlare, auktionshus, gallerier, konsthallar och -museer och konstkritiker. Begreppet används i första hand om bildkonst, men kan även appliceras på andra konstområden, till exempel antikviteter.
Konstvärlden är inte en enhet, utan består av olika och över tiden skiftande nätverk av personer och institutioner, vilka kan verka oberoende av varandra. Konstvärlden i ett land kan således i huvudsak vara en egen värld, men i vissa avseenden stå tillsammans med den globala konstvärld, som den kan anses vara en underavdelning till.
Konstvärldar på olika nivåer kan hållas samman till exempel av nätverk av museer och konsthallar, gallerikedjor, enstaka eller grupperingar av konstnärer, konströrelser, eller av upplevda gemensamma erfarenheter.

## Den institutionella konstteorin och konstvärlden
Inom konstvetenskap är begreppet konstvärld centralt för den institutionella konstteorin, som menar att vad som är konst är det som accepteras som konst av institutionen konstvärlden. Begreppet myntades av Arthur Danto 1964 i essän "The Art world", i vilken han diskuterar frågan om status som konst för objekt som till exempel Marcel Duchamps ready-mades och Andy Warhols Brillo-kartonger:
| ”              | Att se något som konst fordrar något som inte enbart ögat kan se, det fordrar en konstteoretisk stämning, en kunskap om konsthistoria: en konstvärld. | „ |
| – Arthur Danto | |   |

| ”                                                       | Konst blir det som konstvärldens aktörer kallar konst och ”godkänner” som konst genom att skriva om den eller ställa ut den. En helt vardaglig sak som någon som gått en konstutbildning visar på ett galleri, medan samma sak som ställs ut hemma i garaget av vem som helst inte blir konst. | „ |
| – Nils Forsberg Konstkritiker / Expressen 16 juli 2014. | |   |

| ”                          | Idag handlar konstnärlig kvalitet om att synas i medierna. Liksom att ha rätt socialt kontaktnät. Verket i sig är av underordnad betydelse. Det fruktbara förhållningssättet är istället att först göra en noggrann beskrivning av konstens villkor. Och därefter se ens möjligheter som konstnär. | „ |
| – Lars Vilks 27 juni 2012. | |   |